# المجاهد
المجاهد (انگلیسی: Al-Mujahid؛ – فوریه ۱۲۴۰)، امیر ایوبی حمص از سال ۱۱۸۶-۱۲۴۰ بود. وی پسر محمد بن شیرکوه، نوه اسدالدین شیرکوه و دومین پسرعموی صلاح‌الدین ایوبی  بود.